# Francis Amasa Walker
Francis Amasa Walker (2. července 1840 Boston – 5. ledna 1897 Boston) byl americký ekonom, statistik, novinář, pedagog, akademický správce a vojenský důstojník Union Army.
Walker se narodil v prominentní bostonské rodině, byl synem ekonoma a politika Amasy Walkera, a absolvoval Amherst College ve věku 20 let. Bojoval v americké občanské válce a byl zraněn v bitvě u Chancellorsville, ale následně se zúčastnil tažení Bristoe, kampaně Overland a obléhání Petersburgu, než byl zajat jednotkami Konfederace a držen v nechvalně známé věznici Libby. V červenci 1866 byl nominován prezidentem Andrewem Johnsonem pro udělení čestného rádu brigádního generála Dobrovolníků Spojených států, který mu měl být přiřazen od 13. března 1865, ve věku 24 let.
Po válce Walker sloužil v redakci Springfield Republican, než využil svých rodinných a vojenských kontaktů k získání toho, aby byl jmenován vedoucím statistického úřadu v letech 1869 až 1870. Stál se dozorcem sčítání lidu v roce 1870, kde poprvé publikoval oceňovaný Statistical Atlas, který jako první údaje i vizualizuje. V roce 1872 nastoupil na Sheffieldskou vědeckou školu na Yale University jako profesor politické ekonomie a stal se mezinárodně známým zejména kvůli tomu, že působil jako hlavní člen Philadelphské výstavy z roku 1876, Americký zástupce Mezinárodní měnové konference v roce 1878, prezident Americké statistické asociace v roce 1882, inaugurační prezident Americké ekonomické asociace v roce 1886 a viceprezident Národní akademie věd v roce 1890.  
Jako ekonom Walker odhalil doktrínu mzdových fondů a zapojil se do prominentní vědecké debaty s Henrym Georgem o pozemcích, nájmu a daních. Walker argumentoval pro podporu bimetalismu, a přestože byl odpůrcem rodícího se socialistického hnutí, tvrdil, že existují povinnosti mezi zaměstnavatelem a zaměstnanci. Na vrcholu prezidentské volební kampaně v roce 1896 publikoval svou práci International Bimetallism, v níž byly prominentní ekonomické otázky. Walker byl plodný spisovatel, autor deseti knih o politické ekonomii a vojenské historii. Jako uznání jeho přínosu k ekonomické teorii počátkem roku 1947 Americká ekonomická asociace vytvořila ocenění pro ekonomy „Francis A. Walker Medal“.
V roce 1881 přijal post předsedy na Massachusetts Institute of Technology, tuto pozici zastával patnáct let až do své smrti. Během svého působení postavil instituci na stabilnější finanční základnu agresivním získáváním finančních prostředků a zajištěním grantů od vlády Massachusetts, implementoval mnoho kurikulárních reforem, dohlížel na zahájení nových akademických programů a rozšířil velikost kampusu v Bostonu, fakulty a zápisů studentů. V roce 1916 mu byla věnována Walkerova pamětní síň MIT, klubovna bývalých studentů a jedna z původních budov v areálu Charles River.

## Život
Walker se narodil v Bostonu, Massachusetts jako nejmladší syn Hanny (rozené Ambrose) a Amase Walkera – prominentního ekonoma a státního politika. Walkerovi měli tři děti, Emmu (nar. 1835), Roberta (nar. 1837) a Francise (nar. 1840). Walkerovým sousedem byl Oliver Wendell Holmes st. a jako malé děti byli kamarádi. Přátelství pak obnovili i později v životě. Rodina se v roce 1843 přestěhovala z Bostonu do North Brookfield, Massachusetts, a zůstala tam.
Walker zahájil školní docházku v sedmi letech a poté, co mu bylo dvanáct, studoval latinu na různých soukromých a veřejných školách v Brookfieldu. Poté byl poslán na Leicester Academy. Přípravu na univerzitu dokončil ve svých čtrnácti a další rok strávil studiem řečtiny a latiny pod budoucí sufragistkou a abolicionistkou Lucy Stoneovou a ve svých patnácti nastoupil na Amherst College. Po prvním roce na Amherst College plánoval imatrikulovat na Harvardu, ale jeho otec věřil, že jeho syn je příliš mladý na to, aby mohl vstoupit na větší školu, a trval na tom, že v Amherstu zůstane. Vstoupil do ročníku 1859, ale onemocněl a proto se dostal do nižšího ročníku. Jako nováček byl členem společnosti Delta Kappa a Athenian societies, připojil se a odstoupil z Alpha Sigma Phi jako druhák z důvodu „hlučnosti“ a nakonec se připojil k Delta Kappa Epsilon. Jako student získal Walker cenu Sweetser Essay Prize a Hardy Prize. Promoval v roce 1860 jako Phi Beta Kappa s titulem z práva. Po absolutoriu nastoupil do advokátní kanceláře Charlese Devense a George Frisbie Hoarse ve Worcesteru v Massachusetts.

## Vojenská služba

### Patnáctá pěchota v Massachusetts
Napětí mezi severem a jihem vzrostlo během zimy 1860–1861. I přesto, že jeho starší bratr Robert sloužil u 34. pěchoty Massachusetts, jeho otec namítal proti mobilizaci jeho nejmladšího syna s první vlnou dobrovolníků. Walker začal lobovat u Williama Schoulera a guvernéra Johna Andrewa, aby mu udělili provizi jako podporučík pod Devensovým velením. Po svých 21. narozeninách a první bitvě u Bull Run v červenci 1861 si Walker zajistil souhlas svého otce, aby se připojil k válečnému úsilí, a ujištění Devense, že obdrží důstojnickou provizi. To se však nikdy nestalo, a Devens místo toho nabídl Walkerovi jmenování do funkce seržanta, kterého se ujal 1. srpna 1861 poté, co znovu přizpůsobil svou dříve objednanou uniformu poručíka tak, aby odrážela jeho poddůstojnický status. Avšak 14. září 1861 byl Walker doporučen Devensem a převelen k Brigovi. Gen. Darius N. Couchi jako asistent generálního pobočníka a byl povýšen na kapitána. Walker zůstal ve Washingtonu, DC, přes zimu 1861–1862 a boj viděl až v květnu 1862 v bitvě u Williamsburgu. Walker také sloužil u Seven Pines, stejně jako u Sedmidenních bitev o Peninsula Campaign.

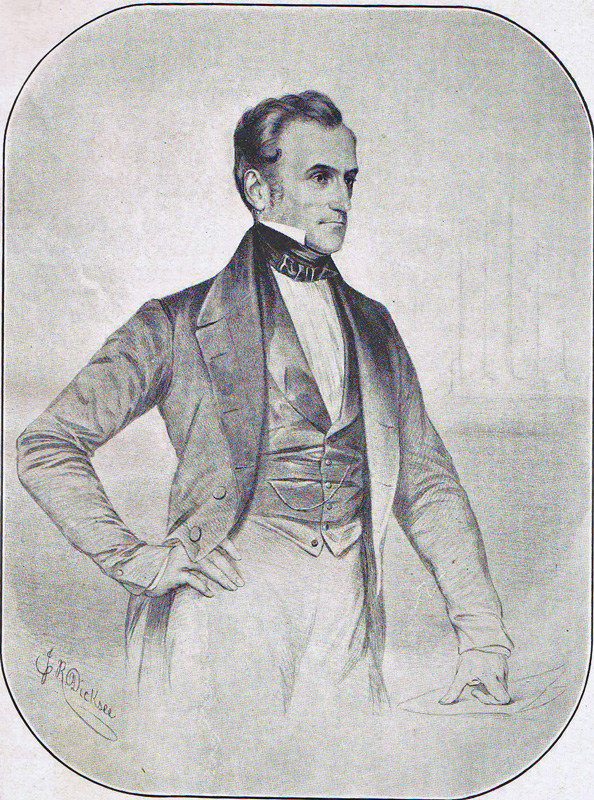

### Druhý armádní sbor
Walker zůstal na Berkeleyské plantáži až do svého povýšení 11. srpna na majora a následní přestup s generálem Couchem do II. sboru Armády Potomac. Ačkoli II. Sbor později zahájil akci v bitvách o Antietam a Fredericksburg, Walker a sbor se přes zimu nepřipojili k Burnsidesovu Bahnovému pochodu. Walker byl povýšen na podplukovníka 1. ledna 1863 a zůstal u II. sboru. Bojoval v bitvě u Chancellorsville v květnu 1863, kde mu poranili ruce a zápěstí, a vybuchující střela mu roztrhla krk. Později v roce 1896 jako prezident MIT obdržel jeden z prvních rentgenových snímků v zemi, který dokumentoval rozsah poškození jeho ruky. Do služby se vrátil až v srpnu 1863. Walker se účastnil kampaně v Bristoe a těsně unikl obklíčení, než se po většinu zimy stáhl a utábořil se poblíž plantáže Berry Hill a strávil nějakou dobu na severu.
Po rozsáhlé reorganizaci během zimy 1863–1864 bojovali Walker a armáda Potomaců v Overland Campaign během května a června 1864. Bitva u Cold Harbor počátkem června si vyžádala značnou daň v řadách II. sboru a Walker si během bitvy poranil koleno. V následující Richmond-Petersburg Campaign byl Walker jmenován brevetským plukovníkem. Nicméně, 25. srpna 1864, když jel, aby našel generálmajora Johna Gibbona na frontě během druhé bitvy u Ream's Station, byl Walker obklíčen a zajat 11. georgijskou pěchotou. 27. srpna se Walkerovi podařilo uprchnout s jiným vězněm, ale poté, co se pokusil přeplavat řeku Appomattox a téměř se utopil, ho znovu chytila 51. pěchota v Severní Karolíně. Poté, co byl uvězněn v Petersburgu, byl převezen do nechvalně známé věznice Libby v Richmondu, kde byl také držen jeho starší bratr. V říjnu 1864 byl Walker v rámci výměny propuštěn s třiceti dalšími vězni.
Walker se vrátil do North Brookfieldu, aby se zotavil, a 8. ledna 1865 rezignoval na svou funkci v důsledku svých zranění. Na konci války doporučil generálmajor Winfield Scott Hancock, aby byl Walker jmenován jako brigádní generál amerických dobrovolníků, jako uznání za jeho záslužné služby během války a zejména za jeho galantní chování v Chancellorsville. 9. července 1866 byl Walker nominován prezidentem Andrewem Johnsonem na jmenování do čestné třídy brevetského brigádního generála, amerických dobrovolníků, do hodnosti od 13. března 1865 (když mu bylo 24 let), za galantní chování během bitvy u Chancellorsville a za záslužné služby během války. Senát USA jmenování potvrdil 23. července 1866.
Po válce se Walker stal společníkem velení Massachusettského vojenského řádu loajální legie Spojených států a později taky jeho velitelem. Byl také prezidentem Národní vojenské historické asociace. Na základě svých vojenských zkušeností Walker vydal dvě knihy popisující historii 2. armádního sboru (1886) a biografii generála Winfielda Scotta Hancocka (1884).

## Poválečná aktivita
Koncem jara 1865 získal Walker dostatečnou sílu a začal pomáhat svému otci přednášením politické ekonomie v Amherstu a také mu pomáhal při přípravě předmětu Věda o bohatství. Učil také latinu, řečtinu a matematiku na Willistnovům semináři v Easthamptonu ve státě Massachusetts, dokud mu Samuel Bowles nenabídl redakční pozici u republikánského Springfieldu. Psal o rekonstrukci politické éry, železnicích a reprezentaci.

### Sčítaní lidu 1870
Zatímco se jeho redakční kariéra pohybovala kupředu, Walker vyzval v lednu 1869 své vlastní i otcovy kontakty, aby mu zabezpečili schůzku s David Ames Wellsem, šéfem amerického statistického úřadu a zástupcem zvláštního komisaře pro vnitřní výnosy. 29. ledna 1869 generálmajor JD Cox, který také dříve sloužil v McClellanově armádě a v současné době byl ministrem vnitra pod správou prezidenta Granta, oznámil dvacet devět letému Walkerovi, že byl nominován na místo Dozorce sčítání lidu z roku 1870. Poté, co byl potvrzen Senátem, se Walker snažil najít nový, reformní způsob pro sčítání lidu bez neefektivních a nevědeckých metod, avšak požadovaná legislativa nebyla přijata a sčítání probíhalo podle pravidel upravujících předchozí sbírky. Mezi problémy, kterým Walker čelil, patřil nedostatek pravomocí určovat, vymáhat nebo kontrolovat personál maršálů, metody nebo načasování, které byly pravidelně manipulovány místními politickými zájmy.
Kvůli soutoku těchto problémů bylo sčítání lidu dokončeno a vyhodnoceno několik měsíců pozadu a nepřímo vedlo ke zhoršení Walkerova zdraví během jara 1871. Walker se toho léta vydal na cestu do Anglie s Bowlesem, aby se zotavil a po návratu toho podzimu navzdory nabídce The New York Times vstoupit do jejich redakční rady s ročním platem 8 000 $ přijal nabídku tajemníka Columbuse Delanova stát se americkým komisařem pro indické záležitosti v roce 1871. Jmenování bylo současně obchůzkou, aby se pokračovalo ve financování Walkerových federálních odpovědností jako dozorce sčítání lidu, a to navzdory tomu, že Kongres zastavil prostředky na tuto pozici a také politickou příležitosti nahradit předchůdce. Walker pokračoval v práci na sčítání lidu několik dalších let, což vyvrcholilo vydáním statistického atlasu Spojených států, který byl bezprecedentní v používání vizuální statistiky a map ke zprávě o výsledcích sčítání lidu. Atlas mu získal chválu jak od sekretáře Smithsonian Institution, tak medaili First Class od Mezinárodního geografického kongresu.

### Indiánská kancelář

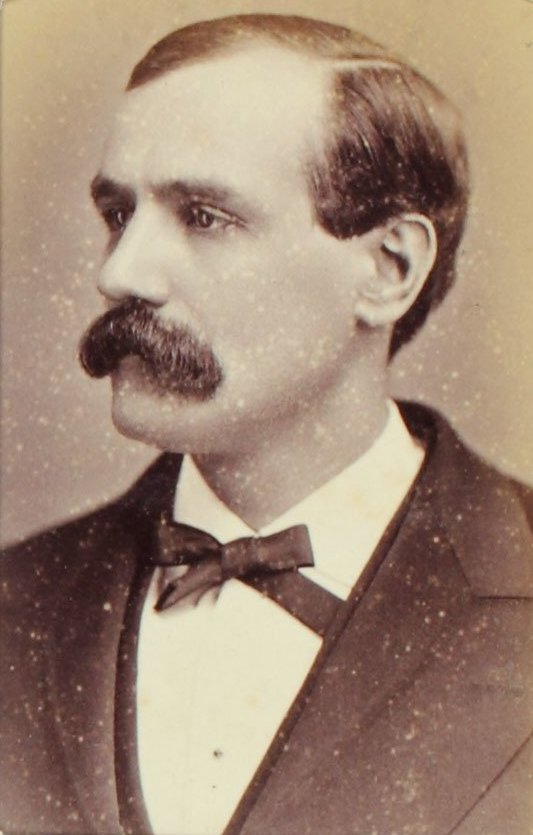

Navzdory snahám souvisejícím se sčítáním lidu Walker nezanedbával své povinnosti vrchního dozorce pro záležitosti Indiánů. V poválečné éře vláda pokračovala ve svém etnickém čištění domorodých národů, poskytování pobídek pro masivní bílou invazi a kriminální dobytí domorodých zemí, zabíjení domorodých lidí a opětovné osídlení jejich zemí. Na konci 60. a 70. Let 18. storočí sláva generálů Shermana a Sheridana z občanské války zavedla taktiku genocidní války proti domorodým národům. Když vláda USA vyhubila buvola, domorodé národy utrpěly rozsáhlé hladovění. Walkerův fanatismus a rasismus se projevil tím, že je charakterizoval jako „chraplavé“, „líné“, „zbabělé v bitvě“ a „žebrácké“ i po expedici podél řeky Platte, kde se setkal s vůdci domorodých národů. Walker zopakoval Grantovo doporučení, aby domorodí Američané byli násilně podrobeni v internačních táborech, eufemisticky nazývaných rezervace, s omezenou minerální nebo zemědělskou hodnotou, aby mohli být indoktrinováni bílými hodnotami a normami a nuceni vzdát se své vlastní kultury, jazyků, systémů víry a způsobu života.
Listopad 1872, kdy běloši napadli vlasti modocského národa, což je známe jako násilí v Oregonu, urychlil Walkerův nezáujem o tuto pozici a 26. prosince 1872 rezignoval na funkci komisaře, aby zaujal pozici učitele na Yale. Walker kritizoval korupci, a zneužití moci v následujících letech a v roce 1874 publikoval The Indian Question, což je rasistický potěr odrážející rasistické předsudky tak rozšířené v americké kultuře 19. a 20. století.

### Další angažmá
Rok 1876 byl pro Walkera rušným rokem. Henry Brooks Adams usiloval o nábor Walkera, aby se stal šéfredaktorem jeho Boston Post poté, co se mu nepodařilo získat Horace White a Charles Nordhoff pro tuto pozici. Na jaře byl Walker nominován na funkci ministra zahraničí státu Connecticut, kde pracoval na platformě, kterou později ztělesnilo hnutí „Mugwump“ ale nakonec prohrál s Marvinem H. Sangerem s náskokem 7 200 hlasů z 99 000 odevzdaných. V létě se ho fakulta Amherstu pokusila rekrutovat, aby se stal prezidentem, ale místo toho šlo místo reverendovi Julia Hawleyho Seelyeho, aby uklidnil konzervativnější správce.
Walkerův vzestup byl dále zrychlen jeho jmenováním Charlesem Francisem Adamsem, Jr., vedoucím Bureau of Awards na 1876 Centennial Exposition ve Philadelphii. Předchozí světové výstavy v Evropě byly plné národního factionalismu a velkého množství ocenění. Walker zavedl mnohem jednodušší operaci, která nahradila poroty porotci a byla při výběru cen selektivnější. Walker získal formální mezinárodní uznání, když byl jmenován „rytířským velitelem“ Švédskem a Norskem a „komendátorem“ Španělskem. Byl také pozván, aby sloužil jako zástupce generálního komisaře pro Pařížskou výstavu v roce 1878. The Centennial Exposition ovlivnila Walkerovu pozdější kariéru výrazným zvýšením jeho zájmu o technické vzdělání.

### Sčítaní lidu 1880
Walker přijal opětovné jmenování dozorcem sčítání lidu z roku 1880, protože byl přijat nový zákon vedený kongresmanem Jamesem A. Garfieldem, který mu umožnil jmenovat vyškolené sčítače sčítání bez politického vlivu. Výsledky sčítání lidu z roku 1880 zejména naznačují, že populace v jižních státech se oproti Walkerovu sčítání lidu z roku 1870 nepravděpodobně zvýšila, ale vyšetřování odhalilo, že tento počet byl vyjmenován nepřesně. Walker uveřejnil tento rozpor, i když účinně zdiskreditoval přesnost jeho práce z roku 1870. Desáté sčítání lidu vyústilo v publikaci dvaadvaceti svazků, bylo všeobecně považováno za nejlepší sčítání lidu do té doby a definitivně prokázalo Walkerovu pověst předního statistika národa. Sčítání bylo kvůli své velikosti opět zpožděno a bylo předmětem chvály a kritiky jeho komplexnosti a relevance. Walker také využil této pozice jako tyranské kazatelny, aby se zasadil o vytvoření stálého úřadu pro sčítání lidu, aby nejen zajistil školení a uchování profesionálních statistiků, ale také lepší popularizaci a šíření informací. Po Garfieldových volbách v roce 1880 se spekulovalo, že by Walkera označil za ministra vnitra, ale Walker místo toho přijal nabídku stát se prezidentem MIT na jaře roku 1881.

### Sociální darwinismus
Walker silně věřil v sociální darwinismus. V roce 1896 napsal v Atlantském měsíčníku článek „Omezení přistěhovalectví“, ve kterém prohlásil, že přistěhovalci z Rakouska, Itálie, Maďarska a Ruska nejsou ničím jiným než „obrovskou masou rolnictva, degradovanou pod naše maximální představy“. Podle historika Mae Ngai Walker věřil, že Spojené státy „mají přirozený charakter a teleologii, k nimž je imigrace vnější a nepřirozená“. Walkerovy teorie byly základem pro americké nativistické hnutí.

## Akademická kariéra
Walker jako profesor politické ekonomie na Sheffield Scientific School
Jak se jeho povinnosti pro sčítání lidu zmenšily v roce 1872, Walker přehodnotil stávající editorialista a dokonce krátce zvažoval stát se výrobcem obuvi se svým švagrem zpět v North Brookfield. Nicméně, v říjnu 1872, mu bylo nabídnuto vyplnit uvolněné místo po Danielu Coit Gilmanovi na Yale na nedávno založena Sheffield Scientific School pod vedením mineraloga George Jarvis Brushe.  Během působení na Yaleu byl členem školního výboru v New Havenu (1877–1880) a  connecticutské školské rady  (1878–1881).
Walker byl oceněn čestnými nebo ad eundem  tituly z Amherst (M.A. 1863, Ph.D. 1875, LL.D. 1882), Yale (M.A. 1873, LL.D. 1882), Harvard (LL.D. 1883),  Columbia  (LL.D. 1887),  St. Andrews  (LL.D. 1888), Dublin (LL.D. 1892), Halle (Ph.D. 1894) a  Edinburgh  (LL.D. 1896). Byl zvolen čestným členem Královské statistické společnosti, v roce  1876 členem  Americké antikvariátní společnosti a v roce 1878 členem Národní akademie věd, kde působil jako viceprezident od roku 1890 až do své smrti. Kromě toho, že byl  v roce 1882 zvolen prezidentem Americké statistické asociace, pomohl v roce 1885 objevit a založit Mezinárodní statistický úřad a v roce 1893 byl jmenován jejím prezidentem. Walker také sloužil jako inaugurační prezident Americké ekonomické asociace v letech 1885 až 1892. Byl docentem na Univerzitě Johnse Hopkinse (první profesor ekonomie), v letech 1882 až 1889 přednášel na  Harvardově univerzitě a v letech 18899 a 1896 jako správce na Amherst College.

### Teorie mzdových fondů
Walkerovy vědecké příspěvky jsou všeobecně uznávány jako rozšířené, liberalizované a modernizované ekonomické a statistické teorie díky jeho příspěvkům na mzdy, rozdělení bohatství, peníze a sociální ekonomiku. Ačkoli jeho  argumenty předzněly jak  neoklasicistní ekonomie, tak institucionalismus, není snadno zařaditelný ani do jednoho proudu. Jako profesor politické ekonomie, jeho první významný vědecký příspěvek byly jeho mzdové otázky,  které se snažily odhalit doktrínu mzdových fondů a řešit tehdy radikální pojem povinností mezi zaměstnavatelem a zaměstnanými. Jeho teorie rozložení mezd se později objevila jako zbytková teorie a připravila půdu pro příspěvky Johna Batese Clarka  na  teorii marginální produktivity. Navzdory Walkerově obhajobě  sdílení zisku a rozšiřování vzdělávacích příležitostí pomocí obchodních a průmyslových škol byl uznávaným odpůrcem rodícího se socialistického hnutí a publikoval kritiku populárního románu Edwarda  Bellamyho  Looking Backward.

### Debaty s Henrym Georgem
Počínaje rokem 1879 se Walker a politický ekonom Henry George  zapojili do prominentní debaty o ekonomických nájmech, půdě, penězích a daních. Na základě série přednášek na Harvardu publikoval Walker v roce 1883 svou Land and Its Rent jako kritiku Georgeova pokroku a chudoby z roku 1879. Walkerův postoj k mezinárodnímu  bimetalismu ovlivnil jeho argumenty, že hlavní příčinou hospodářských  depresí nebyly spekulace s půdou, ale spíše omezení peněžní zásoby. Walker také kritizoval Georgeovy předpoklady, že technický pokrok byl vždy úsporou práce a zda půda držená pro spekulace byla neproduktivní nebo neefektivní.

### Bimetalismus
V srpnu 1878 Walker reprezentoval Spojené státy na třetí Mezinárodní měnové konferenci v Paříži a zároveň se zúčastnil Výstavy v roce 1878. Nejen, že byly pokusy Spojených států obnovit mezinárodní stříbrný standard  poražen, ale Walker také musel dokončit zprávu o expozici za pouhé čtyři dny. I když se vrátil do USA v říjnu sklíčeně selháním konference a vyčerpaný svými povinnostmi na Výstavě, cesta zajistila Walkerovi velící národní a mezinárodní pověst.
Walker publikoval mezinárodní bimetalismus v roce 1896, kde ostře kritizoval demonetizaci stříbra z politického tlaku a dopad této změny na ceny a zisky, stejně jako pracovní místa a mzdy pracovníků. Walkerova reputace a postavení v této otázce ho izolovala mezi veřejnými činiteli a učinila z něj terč v tisku. Kniha byla vydána uprostřed prezidentských voleb v roce 1896,  kdy se populistický „stříbrný“ kandidát William Jennings Bryan postavil proti kapitalistickému „zlatému“ kandidátovi Williamu McKinleymu  a konkurenční interpretace postoje předního ekonoma k této otázce se během kampaně staly tzv. politickým fotbalem. Prezidentský kandidát a ekonom nebyli blízkými spojenci, protože Walker obhajoval dvojí standard všech předních finančních zemí, zatímco Bryan obhajoval jednostranný přechod Spojených států na stříbrný standard. Roztržku ještě umocnila rozkol mezi východem a západem v této otázce a také Walkerova všeobecná nechuť k politickému populismu; Walkerovu pozici podpořili konzervativní bankéři a státníci jako Henry Lee Higginson, George F. Hoar, John M. Forbesa nebo Henry Cabot Lodge.

### Ostatní zájmy
Politická ekonomie, první vydání vydané v roce 1883, byla jednou z nejpoužívanějších učebnic 19. století jako součást American Science Series. Robert Solow  kritizoval třetí vydání (1888) za to, že postrádá fakta, čísla a většinou je plné nepřesných a nerelevantních rozsudků o praktikách a schopnostech domorodých Američanů a přistěhovalců, ale obecně ztělesňuje stav umění ekonomie v té době.
Walker se později ve své kariéře zajímal také o demografii, zejména v otázkách přistěhovalectví a porodnosti. V roce 1882 publikoval knihu Růst Spojených států a v roce 1896 Omezení přistěhovalectví,  kde obhajoval rostoucí omezení kvůli obavám ze snížené průmyslové a intelektuální kapacity  poslední vlny přistěhovalců. Walker také tvrdil, že neomezené přistěhovalectví bylo hlavním důvodem poklesu plodnosti domorodých Američanů 19. století, ale zatímco tento argument byl politicky populární a stal se široce přijímaným při mobilizaci omezení přistěhovalectví, spočíval na překvapivě povrchní statistické analýze, která byla později vyvrácena. Píše také o imigrantech z jižní Itálie, Maďarska, Rakouska a Ruska v Atlantiku, kde Walker tvrdí::
Vstup do našeho politického, společenského a průmyslového života tak obrovských mas rolníků, degradovaných pod našimi nejvyššími představami, je záležitostí, na kterou se žádný inteligentní vlastenec nemůže dívat bez nejvážnějších obav. Tito lidé nemají za sebou žádnou historii, která by byla od přírody, a která by je povzbuzovala. Nemají žádný ze zděděných instinktů a tendencí, díky kterým bylo poměrně snadné vypořádat se s imigrací starých časů. Jsou poraženi muži z poražených ras; představující nejhorší selhání v boji o existenci. Století jsou proti nim, jako staletí byla na straně těch, kteří k nám dříve přišli. Nemají žádné nápady a schopnosti, které by odpovídaly mužům, aby se snadno vypořádali s problémem sebe-péče a seberozvoje a stejně tak patří k těm, kteří jsou potomky z kmenů, které se setkaly pod duby starého Německa, aby vytvořili zákony a vybrali náčelníky.

## Presidentství na MIT
Walker jako prezident na MIT  
Massachusettský technologický institut  (MIT), založený v roce 1861 a otevřený v roce 1865, zaznamenal po panice v roce 1873 a následné dlouhé hospodářské krizi vážně narušenou finanční stabilitu. Pětasedmdesátiletý zakladatel  William Barton Rogers byl zvolen prozatímním prezidentem v roce 1878 poté, co John Daniel Runkle odstoupil. Rogers napsal Walkerovi v červnu 1880 a nabídl mu prezidentský post. Walker zřejmě uvažoval o příležitosti nějakou dobu, protože Rogers poslal následné šetření v lednu a únoru 1881 a žádal jeho závazné rozhodnutí. Walker nakonec přijal nabídku na začátku května a byl formálně zvolen prezidentem MIT Corporation 25. května 1881, v červnu rezignoval na své funkci v Yale  a jeho ředitelství pro sčítání lidu v listopadu.  Nicméně pokus  o atentát na prezidenta Garfielda v červenci 1881 a následná nemoc před Garfieldovou smrtí v září rozrušily Walkerův přechod a odložily jeho formální nástup na fakultu MIT až do 5. listopadu 1881.  30. května 1882, během Walkerových prvních zahajovacích cvičení, Rogers zemřel uprostřed projevu, kde jeho poslední slova byla slavná „ bituminous coal“.
Neschopnost MIT zajistit stabilnější finanční základ během této éry lze do značné míry připsat existenci Lawrence Scientific School na Harvardu. Vzhledem k volbě mezi financováním technologického výzkumu na nejstarší univerzitě v zemi nebo v nezávislé a dospívající instituci byli potenciální mecenáši lhostejní nebo dokonce nepřátelští k financování konkurenční mise MIT. Dřívější návrhy od prezidenta Harvardovy univerzity Charlese Williama Eliota ke konsolidaci obou škol byly Rogersem v letech 1870 a 1878 odmítnuty nebo narušeny. Navzdory svému působení na podobné sheffieldské škole univerzity Yale se Walker stále přikláněl k nezávislosti MIT na větší instituci. Walker také opakovaně obdržel návrhy od  Lelanda Stanforda, aby se stal prvním prezidentem jeho nové univerzity v Palo Alto v Kalifornii , ale Walker zůstal oddaný MIT kvůli jeho bostonské výchově.

### Podpora a expanze
S ohledem na obtíže při získávání kapitálu pro tyto expanze a navzdory soukromému postavení MIT, se Walker a další členové korporace snažili nalobovat massachusettského zákonodárce kvůli 200 000 dolarovému grantu na pomoc v průmyslovém rozvoji Commonwealthu (4 974 000 dolarů v roce 2016 dolarů). Po intenzivních jednáních, která vyžadovala Walkerovy rozsáhlé kontakty a občanské zkušenosti, v roce 1887 zákonodárce poskytl institutu grant ve výši 300 000 dolarů během dvou let, což by vedlo k grantům společenství v celkové výši 1,6 milionu dolarů před ukončením této praxe v roce 1921.

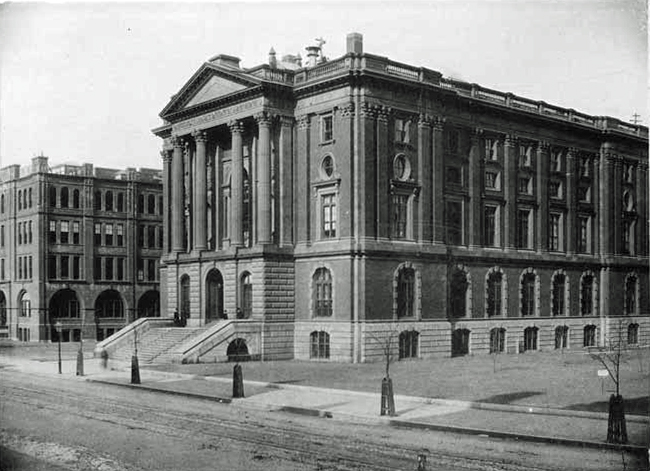
1889 – fotografie z roku 1865 „Rogersovy“ Budovy v popředí a s „Walkerovou“ Budovou z r. 1883 v pozadí

Walker se snažil postavit novou budovu, která by řešila stále stísněnější podmínky původního kampusu na Boylston Street, který se nachází v blízkosti Copley Square, ve stále módnější a přeplněnější čtvrti Back Bay v Bostonu. Vzhledem k tomu, že ustanovení původního pozemkového grantu zabránila MIT pokrýt více než dvě devítiny ze svého současného pozemku, Walker oznámil svůj záměr vybudovat průmyslovou expanzi přímo naproti Trinity Church,  kde má v úmyslu, že očekávaná opozice povede k příznivým podmínkám pro prodej navrhovaného pozemku a financování výstavby jinde. S teprve začínající finanční prosperitou ústavu, Walker začal výstavbu na částečně-financované expanze, kdy očekával plnou bezprostřednost projektu, aby se stal nástrojem pro získávání finančních prostředků. Strategie byla úspěšná jen částečně, protože budova z roku 1883 měla laboratorní zázemí, které bylo bezkonkurenční, ale také postrádalo vnější architektonickou vznešenost své sesterské budovy a bylo obecně považováno za trn v oku svému okolí. Mechanické obchody byly přesunuty z původní Budovy Rogers v polovině osmdesátých let 19. století, aby se tam mohly ubytovat další programy, a v roce 1892 ústav začal stavbu jiné budovy na náměstí Copley.
Za Walkerova působení byly zahájeny i jiné programy: Elektrotechnika v roce 1882, Chemické inženýrství v roce 1888, Sanitární inženýrství v roce 1889, Geologie v roce 1890, Námořní architektura v roce 1893.

## Reformy
Walker jako prezident na MIT
Přestože Walker pokračoval v činnosti související se sčítáním lidu, začal přednášet o politické ekonomii a také zakládat nový obecný studijní kurz (Kurz IX) s důrazem na ekonomii, historii, právo, angličtinu a moderní jazyky. Walker se také rozhodl reformovat a rozšířit institucionální organizace vytvořením menšího výkonného výboru, kromě padesátičlenné korporace, který by se zabýval pravidelnými obyčejnými administrativními otázkami. Walker zdůraznil význam správy fakulty tím, že pravidelně navštěvoval jejich setkání a kontroloval jejich rady ohledně důležitých rozhodnutí.
Walker se také snažil zlepšit stav studentského života a vztahy absolventů tím, že podporuje vytvoření tělocvičny, ubytovny a technologického klubu, který sloužil k podpoře silnější identity a loajality mezi převážně dojíždějícím studentským sborem. Také získal značnou chválu od studentského orgánu tím, že zkrátil potřebný čas strávený na recitaci a přípravu, omezil na fakultě zkoušky tak, že netrvaly déle než tři hodiny, rozšířil přijímací zkoušky do jiných měst, zahájil letní osnovy a zahájil magisterské a doktorské postgraduální studijní programy. Tyto reformy byly do značné míry reakcí na Walkerovu probíhající obranu institutu a jeho učebních osnov před vnějšími obviněními z přepracování, špatného psaní, nepoužitelných dovedností a postavení „pouhé“ obchodní školy. Mezi lety 1881 a 1897 se počet studentů zčtyřnásobil z 302 na 1 198 studentů, roční udělené tituly se zvýšily z 28 na 179, jmenování do fakulty se zčtyřnásobily z 38 na 156 a dotace vzrostla třináctkrát z 137 000 dolarů na 1 798 000 dolarů (3 407 000 až 51 869 000 dolarů v dolarech 2016).
Zatímco MIT je soukromá instituce, Walkerovy rozsáhlé občanské aktivity jako prezidenta byly například nastavit precedens pro budoucí prezidenty prostřednictvím funkce plnit občanské a kulturní povinnosti v celém Bostonu. Byl členem Massachusettské školské rady  (1882–1890), Bostonského školního výboru (1885–1888), Bostonské umělecké komise (1885). –1897), Boston Park Commission (1890–1896), Massachusettské historické společnosti  (1883–1897) a v roce 1896 správce bostonské veřejné knihovny. Walker se zavázal k různým reformám ve veřejných a běžných školách, jako jsou sekulární učební osnovy, zvýšení důrazu na aritmetiku, snížení důrazu na neúčinná domácí cvičení a zvýšení platů a odborné přípravy učitelů.

## Osobní život
Walker později za jeho života
Walker se oženil s Exene Evelyn Stoughtonovou 16. srpna 1865 (narozena 11. října 1840) Měli spolu pět synů a dvě dcery: Stoughton (* 3. června, 1866), Lucy (* 1. září 1867), Francis ( 1870–1871), Ambrose (*28. prosince 1870), Eveline (1875–1876), Etheredge (1876–1877) a Stuart (1878–1879). Walker byl vášnivým divákem a příznivcem univerzitního fotbalu a baseballu a byl pravidelným nadšencem pro Yale na každoročním  fotbalovém zápase Harvard-Yale, a to i během svého předsednictví na MIT.
Po cestě věnované „divočině severního New Yorku“ v prosinci 1896 se Walker vrátil vyčerpaný a nemocný. Zemřel 5. ledna 1897 v důsledku apoplexie. Jeho pohřeb byl veden v Trinity Church a Walker byl pohřben na hřbitově Walnut Grove v Severním Brookfieldu, Massachusetts. Jeho hrob lze nalézt v sekci 1 Lot 72.

## Odkaz
Walkerův Memoriál obsahující tělocvičnu, studentský salonek a společenskou místnost, když byla otevřena v roce 1916.
Po Walkerově smrti začali absolventi a studenti získávat finanční prostředky na stavbu pomníku pro něj a jeho patnáct let jako vůdce univerzity. Ačkoli finanční prostředky byly snadno získané, plány byly zpožděny o více než dvě desetiletí, jak se MIT plánovalo přestěhovat do nového areálu na západním břehu řeky Charles v Cambridge. Nový kampus Beaux-Arts byl otevřen v roce 1916 a představoval neoklasicistní budovu Walker Memorial, ve které se vyskytuje tělocvična, studentský klub a salonek a společenská místnost.
Přes jeho výtečnost a vedení v oblasti ekonomie, statistiky a politické ekonomie, Walkerův IX kurz na obecná studia byl rozpuštěn krátce po jeho smrti, a sedmdesáti letá debata následovala přes příslušnou roli a rozsah humanistické a sociální studia na MIT.  Požadavky na absolvování se v průběhu let změnily, ale vždy zahrnovaly určitý počet kurzů v humanitních oborech. Od roku 1975, všichni vysokoškoláci jsou povinni vzít osm hodin distribuovaných v rámci MIT School of Humanities, umění a společenských věd před obdržením jejich titulu.  K řešení přetrvávajících obav o špatné komunikační dovednosti byl přidán komunikační požadavek, aby dvě hodiny absolvované v určeném majoru byly „náročné na komunikaci“,  včetně „podstatné výuky a praxe v ústní prezentaci“.
Počínaje rokem 1947 americká ekonomická asociace ocenila celoživotní úspěch individuálního ekonoma „Medailí Francise A. Walkera“. Cena byla zrušena v roce 1982 poté, co byla udělena Nobelova pamětní cena v ekonomických vědách, což ji učinilo zbytečnou. Medaile byla udělena Wesleymu Clairu Mitchellovi  v roce 1947,  Johnu Maurice Clarkovi  v roce 1952,  Franku Knightovi  v roce 1957,  Jacobu Vinerovi  v roce 1962,  Alvinu Hansenovi  v roce 1967,  Theodoru Schultzovi  v roce 1972 a  Simonu Kuznetsovi  v roce 1977.